# C'è posta per te (programma televisivo)
C'è posta per te è un programma televisivo italiano di genere reality e dramma, in onda in prima serata su Canale 5 dal 12 gennaio 2000 con la conduzione di Maria De Filippi.
Con ventotto edizioni all'attivo, è il people show più longevo della televisione italiana.

## Il programma
Il programma è stato ideato da Maria De Filippi insieme ad Alberto Silvestri, che sono anche autori del programma insieme a Franca Di Gangi e Salvatore De Pasquale.
Il meccanismo del programma riprende e sviluppa il tema dei messaggi a sorpresa in giro per l'Italia di un altro programma di successo, Stranamore di Alberto Castagna, nato alcuni anni prima. In questo caso, una lettera immaginaria (da cui il titolo del programma) è inviata da un mittente a un destinatario per i motivi più svariati: generalmente si tratta di persone comuni che vogliono ricongiungersi con parenti con i quali si è interrotto il rapporto, recuperare dei legami amorosi perduti, ritrovare amori o amicizie di gioventù o chiarire delle questioni rimaste in sospeso. I destinatari dell'appello vengono avvertiti che qualcuno desidera parlare con loro tramite i "postini", attori che consegnano ai destinatari gli inviti a presentarsi in studio al cospetto della busta. Il destinatario, una volta arrivato in studio, scopre chi è il mittente ed ha la possibilità di scegliere di non ascoltare il messaggio e quindi di andarsene, oppure di accettare o meno le richieste del mittente aprendo o chiudendo simbolicamente un separé a forma di busta. Dall'edizione del 2014, per alcune storie particolarmente complesse è stata introdotta una seconda "busta", che rappresenta un'ulteriore scelta che la persona convocata nel programma dovrà compiere in relazione ai mittenti della "posta".
In talune occasioni, invece, la missiva è "spedita" (su richiesta di parenti o conoscenti del ricevente) da ospiti VIP, spesso anche di calibro internazionale, invitati in studio appositamente per esaudire desideri e fare sorprese ai protagonisti della storia.
Il programma ha introdotto alcuni elementi di varietà che spezzassero il clima talvolta teso o drammatico creato dalla maggior parte delle storie affrontate, ospitando dei comici come protagonisti di alcune storie leggere (tra i più frequenti Luciana Littizzetto).
Da diversi anni, in chiusura di puntata, la conduttrice saluta il pubblico in compagnia di alcuni cani che, opportunamente addestrati, compiono semplici esercizi all'interno dello studio televisivo.

### La consegna della posta
Uno dei ruoli essenziali all'interno del programma è quello dei "postini", attori che, vestiti da portalettere, attraversano in bicicletta il luogo di residenza del destinatario della missiva, del quale vengono così mostrati degli scorci (con in sottofondo la sigla del programma), fino a giungere di fronte all'abitazione della persona. L'invito, che non svela l'identità di colui che si è rivolto al programma per poter dialogare con il convocato, viene consegnato in una vera e propria busta solo dopo che il postino si è accertato dell'identità del destinatario ponendogli alcune domande di carattere personale ed ha invitato l'ignaro protagonista ad esclamare C'è posta per te! guardando la telecamera al termine della consegna, come previsto da rituale.
Il ruolo dei postini non si limita però solo a consegnare gli inviti, ma anche ad introdurre le persone convocate, rispondendo a Maria De Filippi quando essa chiede loro se l'invito è stato accettato; la risposta è solitamente affermativa, anche se in alcuni casi, nelle prime edizioni del programma, venivano introdotte delle storie che rimanevano irrisolte perché l'invitato aveva deciso di non presentarsi al programma.

### Successo e collocazione in palinsesto
Il programma è uno fra i people show di punta di Canale 5, trasmesso in prima serata ogni stagione fin dal 2000 e sempre con ottimi ascolti 
Per quanto riguarda il periodo di messa in onda, nei primi tre anni di trasmissione, dal 2000 al 2002, il programma è andato in onda con una doppia edizione: una in inverno, tra gennaio e marzo, e una in autunno, tra settembre e dicembre. Dal 2003 il programma è andato in onda solo nella stagione autunnale dell'emittente Mediaset per dieci anni, fino al 2012. Dal 2014 è collocato nella parte invernale della stagione televisiva, tra i mesi di gennaio e marzo.
Per quanto riguarda la collocazione, le prime quattro edizioni venivano trasmesse in differenti giorni della settimana: in particolar modo la prima edizione è andata in onda prima di mercoledì e poi di venerdì, la seconda di domenica, la terza di sabato e la quarta di venerdì. Dal 2002 (dalla quinta edizione) il programma ha trovato la sua collocazione definitiva nel sabato sera.
Gli ascolti sono sempre stati elevati. La terza edizione risulta essere quella mediamente più seguita sia in share, con una media del 34,20%, che in telespettatori, con una media di 8 177 000. Fanno parte della terza edizione anche le due puntate più seguite della storia del programma, sia in termini di telespettatori che in quelli di share. Le due puntate in questione risultano essere quella del 13 gennaio 2001 (con 8 687 000 telespettatori) e quella del 24 febbraio 2001 (con il 36,22% di share).
La puntata meno vista è invece la sesta della ventiseiesima edizione, con 2 652 000 telespettatori e uno share del 12,34%, scontratasi con la finale del Festival di Sanremo 2023, il che è molto evidente in quanto tale manifestazione è sempre stata una manifestazione di culto. Sempre in questa edizione si decide di rinviare di una settimana l'ottava puntata, a seguito della morte di Maurizio Costanzo, il marito della conduttrice.

## Cast

### Postini
Nel corso delle stagioni si sono susseguiti diversi "postini". Tra i più noti al pubblico si ricordano la ballerina Rossella Brescia, l'ex calciatore Walter Zenga, Maurizio Zamboni, Gianfranco Apicerni e Marcello Mordino. In alcuni casi, hanno ricoperto il ruolo di postini anche personaggi dello spettacolo, come gli attori della soap Vivere Sara Ricci, Alessandro Preziosi, Paolo Calissano o, nella puntata del 13 gennaio 2001, alcuni protagonisti della prima edizione del Grande Fratello, Maria Antonietta Tilloca, Rocco Casalino, Sergio Volpini e Salvo Veneziano. Nell'edizione del 2017, grazie alla sponsorizzazione di Poste Italiane, diventano "postini" anche nell'abbigliamento, la bici diventa gialla così come la "busta" da consegnare.
| Postini               | Edizioni | Edizioni | Edizioni | Edizioni | Edizioni | Edizioni | Edizioni | Edizioni | Edizioni | Edizioni | Edizioni | Edizioni | Edizioni | Edizioni | Edizioni | Edizioni | Edizioni | Edizioni | Edizioni | Edizioni | Edizioni | Edizioni | Edizioni | Edizioni | Edizioni | Edizioni | Edizioni | Edizioni | Totale |
| Postini               | 1ª       | 2ª       | 3ª       | 4ª       | 5ª       | 6ª       | 7ª       | 8ª       | 9ª       | 10ª      | 11ª      | 12ª      | 13ª      | 14ª      | 15ª      | 16ª      | 17ª      | 18ª      | 19ª      | 20ª      | 21ª      | 22ª      | 23ª      | 24ª      | 25ª      | 26ª      | 27ª      | 28ª      | Totale |
| --------------------- | -------- | -------- | -------- | -------- | -------- | -------- | -------- | -------- | -------- | -------- | -------- | -------- | -------- | -------- | -------- | -------- | -------- | -------- | -------- | -------- | -------- | -------- | -------- | -------- | -------- | -------- | -------- | -------- | ------ |
| Maurizio Zamboni      |          |          |          |          |          |          |          |          |          |          |          |          |          |          |          |          |          |          |          |          |          |          |          |          |          |          |          |          | 21     |
| Stephanie Marianeschi |          |          |          |          |          |          |          |          |          |          |          |          |          |          |          |          |          |          |          |          |          |          |          |          |          |          |          |          | 4      |
| Walter Zenga          |          |          |          |          |          |          |          |          |          |          |          |          |          |          |          |          |          |          |          |          |          |          |          |          |          |          |          |          | 4      |
| Rossella Brescia      |          |          |          |          |          |          |          |          |          |          |          |          |          |          |          |          |          |          |          |          |          |          |          |          |          |          |          |          | 6      |
| Marcello Mordino      |          |          |          |          |          |          |          |          |          |          |          |          |          |          |          |          |          |          |          |          |          |          |          |          |          |          |          |          | 26     |
| Raffaella Mennoia     |          |          |          |          |          |          |          |          |          |          |          |          |          |          |          |          |          |          |          |          |          |          |          |          |          |          | 15       |          |        |
| Vittorio Cassarà      |          |          |          |          |          |          |          |          |          |          |          |          |          |          |          |          |          |          |          |          |          |          |          |          |          |          | 11       |          |        |
| Marco Speranza        |          |          |          |          |          |          |          |          |          |          |          |          |          |          |          |          |          |          |          |          |          |          |          |          |          |          |          |          | 2      |
| Luca de Luca          |          |          |          |          |          |          |          |          |          |          |          |          |          |          |          |          |          |          |          |          |          |          |          |          |          |          |          |          | 1      |
| Oni Pustina           |          |          |          |          |          |          |          |          |          |          |          |          |          |          |          |          |          |          |          |          | 5        |          |          |          |          |          |          |          |        |
| Gianfranco Apicerni   |          |          |          |          |          |          |          |          |          |          |          |          |          |          |          |          |          |          |          |          |          |          |          |          |          |          |          |          | 14     |
| Andrea Offredi        |          |          |          |          |          |          |          |          |          |          |          |          |          |          |          |          |          |          |          |          |          |          |          |          |          |          |          |          | 8      |
| Chiara Carcano        |          |          |          |          |          |          |          |          | 5        |          |          |          |          |          |          |          |          |          |          |          |          |          |          |          |          |          |          |          |        |
| Giovanni Vescovo      |          |          |          |          |          |          |          |          |          |          |          |          |          |          |          |          |          |          |          |          |          |          |          |          |          |          |          |          | 3      |

## Edizioni
| Edizione | Anno | Conduzione       | Periodo           | Periodo          | Puntate | Regia             | Studio                                  |
| Edizione | Anno | Conduzione       | Inizio            | Fine             | Puntate | Regia             | Studio                                  |
| -------- | ---- | ---------------- | ----------------- | ---------------- | ------- | ----------------- | --------------------------------------- |
| 1ª       | 2000 | Maria De Filippi | 12 gennaio 2000   | 14 aprile 2000   | 13      | Paolo Pietrangeli | Teatro 2 di Cinecittà, Roma             |
| 2ª       | 2000 | Maria De Filippi | 17 settembre 2000 | 10 dicembre 2000 | 13      | Paolo Pietrangeli | Teatro 2 di Cinecittà, Roma             |
| 3ª       | 2001 | Maria De Filippi | 13 gennaio 2001   | 24 febbraio 2001 | 7       | Paolo Pietrangeli | Teatro 2 di Cinecittà, Roma             |
| 4ª       | 2001 | Maria De Filippi | 28 settembre 2001 | 7 dicembre 2001  | 11      | Paolo Pietrangeli | Teatro 2 di Cinecittà, Roma             |
| 5ª       | 2002 | Maria De Filippi | 12 gennaio 2002   | 2 marzo 2002     | 8       | Paolo Pietrangeli | Teatro 2 di Cinecittà, Roma             |
| 6ª       | 2002 | Maria De Filippi | 21 settembre 2002 | 14 dicembre 2002 | 13      | Paolo Pietrangeli | Teatro 2 di Cinecittà, Roma             |
| 7ª       | 2003 | Maria De Filippi | 27 settembre 2003 | 13 dicembre 2003 | 12      | Paolo Pietrangeli | Teatro 2 di Cinecittà, Roma             |
| 8ª       | 2004 | Maria De Filippi | 25 settembre 2004 | 4 dicembre 2004  | 11      | Paolo Pietrangeli | Teatro 2 di Cinecittà, Roma             |
| 9ª       | 2005 | Maria De Filippi | 24 settembre 2005 | 3 dicembre 2005  | 11      | Paolo Pietrangeli | Teatro 2 di Cinecittà, Roma             |
| 10ª      | 2006 | Maria De Filippi | 16 settembre 2006 | 18 novembre 2006 | 10      | Paolo Pietrangeli | Teatro 2 di Cinecittà, Roma             |
| 11ª      | 2007 | Maria De Filippi | 15 settembre 2007 | 24 novembre 2007 | 11      | Paolo Pietrangeli | Teatro 2 di Cinecittà, Roma             |
| 12ª      | 2008 | Maria De Filippi | 20 settembre 2008 | 29 novembre 2008 | 11      | Paolo Pietrangeli | Teatro 2 di Cinecittà, Roma             |
| 13ª      | 2009 | Maria De Filippi | 19 settembre 2009 | 21 novembre 2009 | 10      | Paolo Pietrangeli | Teatro 2 di Cinecittà, Roma             |
| 14ª      | 2010 | Maria De Filippi | 18 settembre 2010 | 20 novembre 2010 | 10      | Paolo Pietrangeli | Studio 4 del Centro Titanus Elios, Roma |
| 15ª      | 2011 | Maria De Filippi | 17 settembre 2011 | 19 novembre 2011 | 10      | Paolo Pietrangeli | Studio 4 del Centro Titanus Elios, Roma |
| 16ª      | 2012 | Maria De Filippi | 8 settembre 2012  | 10 novembre 2012 | 10      | Paolo Pietrangeli | Studio 4 del Centro Titanus Elios, Roma |
| 17ª      | 2014 | Maria De Filippi | 11 gennaio 2014   | 15 marzo 2014    | 9       | Paolo Pietrangeli | Studio 4 del Centro Titanus Elios, Roma |
| 18ª      | 2015 | Maria De Filippi | 17 gennaio 2015   | 21 marzo 2015    | 9       | Paolo Pietrangeli | Studio 4 del Centro Titanus Elios, Roma |
| 19ª      | 2016 | Maria De Filippi | 9 gennaio 2016    | 19 marzo 2016    | 10      | Paolo Pietrangeli | Studio 4 del Centro Titanus Elios, Roma |
| 20ª      | 2017 | Maria De Filippi | 7 gennaio 2017    | 11 marzo 2017    | 9       | Paolo Pietrangeli | Studio 4 del Centro Titanus Elios, Roma |
| 21ª      | 2018 | Maria De Filippi | 13 gennaio 2018   | 31 marzo 2018    | 11      | Paolo Pietrangeli | Studio 4 del Centro Titanus Elios, Roma |
| 22ª      | 2019 | Maria De Filippi | 12 gennaio 2019   | 16 marzo 2019    | 9       | Paolo Pietrangeli | Studio 4 del Centro Titanus Elios, Roma |
| 23ª      | 2020 | Maria De Filippi | 11 gennaio 2020   | 14 marzo 2020    | 9       | Paolo Pietrangeli | Studio 4 del Centro Titanus Elios, Roma |
| 24ª      | 2021 | Maria De Filippi | 9 gennaio 2021    | 13 marzo 2021    | 9       | Paolo Pietrangeli | Studio 4 del Centro Titanus Elios, Roma |
| 25ª      | 2022 | Maria De Filippi | 8 gennaio 2022    | 12 marzo 2022    | 9       | Paolo Carcano     | Studio 4 del Centro Titanus Elios, Roma |
| 26ª      | 2023 | Maria De Filippi | 7 gennaio 2023    | 11 marzo 2023    | 9       | Paolo Carcano     | Studio 4 del Centro Titanus Elios, Roma |
| 27ª      | 2024 | Maria De Filippi | 13 gennaio 2024   | 16 marzo 2024    | 9       | Paolo Carcano     | Studio 4 del Centro Titanus Elios, Roma |
| 28ª      | 2025 | Maria De Filippi | 11 gennaio 2025   | 15 marzo 2025    | 9       | Paolo Carcano     | Studio 4 del Centro Titanus Elios, Roma |

## Audience
| Edizione | Rete televisiva | Anno | Stagione          | Programmazione | Programmazione | Programmazione | Programmazione | Programmazione | Programmazione | Programmazione | Collocazione | Media auditel  | Media auditel | Premiere       | Premiere | Finale         | Finale | Il meglio      | Il meglio |
| Edizione | Rete televisiva | Anno | Stagione          | L              | M              | M              | G              | V              | S              | D              | Collocazione | Telespettatori | Share         | Telespettatori | Share    | Telespettatori | Share  | Telespettatori | Share     |
| -------- | --------------- | ---- | ----------------- | -------------- | -------------- | -------------- | -------------- | -------------- | -------------- | -------------- | ------------ | -------------- | ------------- | -------------- | -------- | -------------- | ------ | -------------- | --------- |
| 1ª       | Canale 5        | 2000 | inverno-primavera |                |                |                |                |                |                |                | Prima serata | 6 213 000      | 24,41%        | 5 205 000      | 19,55%   | 7 345 000      | 30,62% | –              | –         |
| 2ª       | Canale 5        | 2000 | autunno           |                |                |                | 6 895 000      | 27,84%         | 5 280 000      | 24,23%         | Prima serata | 7 836 000      | 30,21%        |                |          |                |        | –              | –         |
| 3ª       | Canale 5        | 2001 | inverno           |                |                | 8 177 000      | 34,20%         | 8 687 000      | 34,49%         | 8 098 000      | Prima serata | 36,22%         | 3 986 000     | 15,77%         |          |                |        |                |           |
| 4ª       | Canale 5        | 2001 | autunno           |                |                | 6 950 000      | 28,35%         | 6 028 000      | 25,37%         | 7 508 000      | Prima serata | 30,04%         | 6 696 000     | 27,17%         |          |                |        |                |           |
| 5ª       | Canale 5        | 2002 | inverno           |                |                | 6 686 000      | 32,31%         | 6 100 000      | 28,90%         | 7 324 000      | Prima serata | 36,20%         | –             | –              |          |                |        |                |           |
| 6ª       | Canale 5        | 2002 | autunno           | 6 332 000      | 29,72%         | 6 271 000      | 32,13%         | 5 820 000      | 27,58%         | 4 532 000      | Prima serata | 21,10%         |               |                |          |                |        |                |           |
| 7ª       | Canale 5        | 2003 | autunno           | 6 202 000      | 29,53%         | 4 944 000      | 25,22%         | 6 787 000      | 33,59%         | –              | –            |                |               |                |          |                |        |                |           |
| 8ª       | Canale 5        | 2004 | autunno           | 6 454 000      | 30,44%         | 5 608 000      | 28,51%         | 6 825 000      | 31,58%         | –              | –            |                |               |                |          |                |        |                |           |
| 9ª       | Canale 5        | 2005 | autunno           | 5 400 000      | 27,84%         | 4 692 000      | 25,66%         | 5 198 000      | 27,16%         | –              | –            |                |               |                |          |                |        |                |           |
| 10ª      | Canale 5        | 2006 | autunno           | 5 199 000      | 27,86%         | 4 725 000      | 26,83%         | 5 973 000      | 30,63%         | –              | –            |                |               |                |          |                |        |                |           |
| 11ª      | Canale 5        | 2007 | autunno           | 5 019 000      | 27,57%         | 4 367 000      | 27,47%         | 6 581 000      | 32,54%         | 3 702 000      | 19,44%       |                |               |                |          |                |        |                |           |
| 12ª      | Canale 5        | 2008 | autunno           | 5 876 000      | 29,89%         | 4 645 000      | 25,49%         | 7 045 000      | 34,79%         | –              | –            |                |               |                |          |                |        |                |           |
| 13ª      | Canale 5        | 2009 | autunno           | 5 858 000      | 30,22%         | 5 078 000      | 29,14%         | 5 870 000      | 29,91%         | 4 324 000      | 22,80%       |                |               |                |          |                |        |                |           |
| 14ª      | Canale 5        | 2010 | autunno           | 5 626 000      | 27,18%         | 4 992 000      | 26,21%         | 5 981 000      | 27,22%         | –              | –            |                |               |                |          |                |        |                |           |
| 15ª      | Canale 5        | 2011 | autunno           | 4 761 000      | 22,87%         | 4 518 000      | 23,19%         | 4 969 000      | 22,91%         | 3 528 000      | 15,98%       |                |               |                |          |                |        |                |           |
| 16ª      | Canale 5        | 2012 | autunno           | 4 665 000      | 22,84%         | 3 862 000      | 22,62%         | 5 303 000      | 24,25%         | 2 417 000      | 12,02%       |                |               |                |          |                |        |                |           |
| 17ª      | Canale 5        | 2014 | inverno           | 5 572 000      | 24,90%         | 5 549 000      | 24,38%         | 5 564 000      | 26,05%         | 3 411 000      | 16,12%       |                |               |                |          |                |        |                |           |
| 18ª      | Canale 5        | 2015 | inverno-primavera | 5 828 000      | 26,84%         | 5 929 000      | 27,23%         | 5 921 000      | 27,64%         | 3 367 000      | 17,67%       |                |               |                |          |                |        |                |           |
| 19ª      | Canale 5        | 2016 | inverno           | 5 406 000      | 25,18%         | 5 749 000      | 26,93%         | 4 825 000      | 24,00%         | 2 672 000      | 15,53%       |                |               |                |          |                |        |                |           |
| 20ª      | Canale 5        | 2017 | inverno           | 5 056 000      | 24,09%         | 5 440 000      | 24,90%         | 4 763 000      | 23,69%         | 2 022 000      | 10,13%       |                |               |                |          |                |        |                |           |
| 21ª      | Canale 5        | 2018 | inverno-primavera | 5 475 000      | 27,85%         | 5 698 000      | 29,32%         | 4 510 000      | 23,36%         | –              | –            |                |               |                |          |                |        |                |           |
| 22ª      | Canale 5        | 2019 | inverno           | 5 465 000      | 28,85%         | 5 842 000      | 29,84%         | 5 449 000      | 29,46%         | 3 197 000      | 18,29%       |                |               |                |          |                |        |                |           |
| 23ª      | Canale 5        | 2020 | inverno           | 6 014 000      | 29,68%         | 5 930 000      | 30,17%         | 7 185 000      | 28,60%         | –              | –            |                |               |                |          |                |        |                |           |
| 24ª      | Canale 5        | 2021 | inverno           | 6 302 000      | 29,45%         | 6 271 000      | 27,98%         | 6 518 000      | 30,93%         | –              | –            |                |               |                |          |                |        |                |           |
| 25ª      | Canale 5        | 2022 | inverno           | 5 243 000      | 28,45%         | 5 953 000      | 29,16%         | 4 802 000      | 27,80%         | –              | –            |                |               |                |          |                |        |                |           |
| 26ª      | Canale 5        | 2023 | inverno           | 4 421 000      | 27,58%         | 4 898 000      | 30,16%         | 4 388 000      | 29,01%         | –              | –            |                |               |                |          |                |        |                |           |
| 27ª      | Canale 5        | 2024 | inverno           | 4 548 000      | 30,12%         | 4 730 000      | 31,08%         | 4 170 000      | 28,67%         | –              | –            |                |               |                |          |                |        |                |           |
| 28ª      | Canale 5        | 2025 | inverno           | 4 518 000      | 30,58%         | 4 833 000      | 31,30%         | 4 396 000      | 30,57%         | –              | –            |                |               |                |          |                |        |                |           |

## Sigla
La sigla del programma è Love's Theme, canzone del 1973 della Love Unlimited Orchestra di Barry White.

## Spin-off

### Il meglio di...
Dato il successo della trasmissione, in diverse occasioni, al termine dell'edizione Canale 5 ha mandato in onda "il meglio di", ovvero uno speciale appuntamento in cui vengono mostrate alcune delle storie più interessanti già andate in onda. In particolare al termine della sesta edizione in onda nell'autunno del 2002 ne vennero realizzati ben tre.
- L'album di C'è posta per te (2001-2003, 2009)
- Ragione e sentimento - L'album di C'è posta per te (2007)
- Posta prioritaria (2011)
- Il meglio di C'è posta per te (2012-2017, 2019)

### C'è una cartolina per te
Nella stagione 2000/2001, Maria De Filippi ha sperimentato nella sua trasmissione pomeridiana Uomini e donne diverse formule, affiancandole alla versione talk show (presente sin dal 1996). Oltre all'introduzione della versione con Tronisti e Corteggiatori - inizialmente intitolata Cuore cerca cuore - fu proposta per alcune puntate C'è una cartolina per te, ovvero una versione quotidiana di C'è posta per te, in cui la famosa busta che separa i protagonisti era sostituita da una cartolina. Nelle puntate venivano affrontate storie che non avevano trovato spazio nell'appuntamento serale.

### C'è una lettera per te
La puntata, trasmessa nella prima serata di sabato 18 marzo 2017, vede due squadre formate dai protagonisti delle più recenti edizioni di Uomini e donne - quella del Trono Senior e quella del Trono Giovane -  sfidarsi in una serie di prove afferenti alle più disparate discipline. Ogni prova è incentrata su un programma televisivo di Canale 5, e si svolge nello studio televisivo dello stesso, con specifiche giurie e conduttori. I programmi coinvolti sono il game show Avanti un altro!, il TG satirico Striscia la notizia, i due talent Tú sí que vales e Amici, C'è posta per te e lo stesso Uomini e donne. La puntata è stata vinta dalla squadra del Trono Senior con un punteggio di 4 a 3. L'episodio è stato condotto da Alfonso Signorini.

### La buonanotte diC'è posta per te
Gli ultimi minuti di ogni puntata del programma sono dedicati ai saluti. La conduttrice, nelle varie edizioni, ha salutato il pubblico con la presenza di diversi cani che si sono alternati nel corso del tempo (Giasone, Eter e Saki). Negli ultimi minuti va inoltre in onda un breve riassunto che ripercorre le immagini salienti della puntata appena conclusa. In particolare al termine dell'ultima puntata di ogni edizione fanno ingresso in studio tutti coloro che hanno lavorato al programma e viene mostrato un video relativo a tutta l'edizione appena conclusa.

### C'è posta per te... e poi
Nel 2022, in occasione della venticinquesima edizione del programma, Silvia Toffanin all'interno del suo programma Verissimo ha raccontato cosa è successo ai protagonisti che hanno aperto la busta.

## Citazioni
Nel film Finalmente la felicità il protagonista Benedetto Parisi, interpretato da Leonardo Pieraccioni, e nella serie Clan, Francesco Esposito, chiamato più volte, il Vesuvio, partecipa al programma. C'è posta per te compare inoltre nell'episodio dal titolo La posta del cuore della seconda stagione della serie televisiva I Cesaroni.

## Esportazione del format
I diritti del format del programma, ideato in Italia da Maria De Filippi, sono stati acquisiti anche da altri paesi per realizzare delle edizioni locali della trasmissione.
In particolare, in Spagna sono state proposte due differenti versioni; il primo da parte di Europroduzione per Antena 3 (nel 2002) e condotto da Isabel Gemio per 70 puntate dal titolo Hay una carta para ti, mentre il secondo è invece opera di Magnolia per Telecinco, sempre facente parte del gruppo Mediaset, e trasmesso dall'aprile 2012 al 2015 e dal 2025 dal titolo Hay una cosa que te quiero decir. In Bulgaria lo show è stato prodotto da Global Vision con il titolo Imaš Pošta (Имаш Поща in bulgaro), mentre in Repubblica Ceca è trasmesso sul canale pubblico ČT1 dal 19 maggio 2005, con il titolo Pošta pro tebe, con una durata di 60 minuti. In Romania i diritti sono stati acquistati dalla Mediapro Pictures per Acasă, che ne ha prodotto un'edizione locale dal 2007 al 2008 con la conduzione dall'attrice Carmen Tanase e intitolata Am o scrisoare pentru tine; nel 2015 Intact Media Group ha comprato il format per produrlo per il canale televisivo Antena 1 con il titolo Am ceva să-ți spun, con la conduzione dalla giornalista Sonia Simionov, trasmettendolo dal 1º ottobre 2015.
Altri paesi in cui è sbarcato il format sono: Francia, Germania, Stati Uniti, Portogallo, Turchia, Argentina, Perù, Venezuela, Belgio, Canada, Albania, Tunisia ed Egitto con il titolo Al Mousameh Karim.